# Wesuwe
Wesuwe est un quartier de la commune de Haren (Ems), dans le Land de Basse-Saxe.

## Géographie
Wesuwe se situe dans l'ouest de la Basse-Saxe sur l'ancienne route commerciale Friesische Straße (aujourd'hui Landesstraße 48) et la Bundesautobahn 31, sortie 20.

## Histoire
En 800, Wesuwe appartient à l' Amt de Meppen puis à la principauté épiscopale de Münster et après le recès d'Empire au duché d'Arenberg-Meppen. En décembre 1810, la France annexe le duché. Wesuwe devient le siège du canton de Wesuwe dans l'arrondissement de Neuenhaus du département de Lippe. À la suite des décisions du Congrès de Vienne, l'Emsland est annexé au royaume de Hanovre en 1815 et après la guerre allemande en 1866 au royaume de Prusse.
En 1938, Emslandlager VIII est fondé à Wesuwe comme l'un des 15 camps de concentration du Pays de l'Ems. Il fonctionne comme un camp de prisonniers pour les condamnés judiciaires. Après le début de la Seconde Guerre mondiale, le Wehrkreiskommando VI Westfalen (Münster) reprend l'établissement en tant que camp de prisonniers de guerre. Il fonctionne d'abord comme un camp secondaire du Stalag VI B Neu Versen, comme camp d'équipage principal pour le Stalag VI B/Z et comme camp d'officiers pour l'Oflag 6/Z. En mai 1942, il est rattaché au Stalag VI C Bathorn. Près de l'ancien camp, il y a un cimetière où reposent 98 soldats soviétiques dans des tombes individuelles et 2000 à 4000 prisonniers de guerre dans trois fosses communes.
Depuis la réforme municipale statutaire en Basse-Saxe du 1er mars 1974, Wesuwe appartient à la commune unifiée de la ville de Haren (Ems).

## Source, notes et références
- (de) Cet article est partiellement ou en totalité issu de l’article de Wikipédia en allemand intitulé « Wesuwe » (voir la liste des auteurs).

1. ↑  (de) Statistisches Bundesamt, Historisches Gemeindeverzeichnis für die Bundesrepublik Deutschland. Namens-, Grenz- und Schlüsselnummernänderungen bei Gemeinden, Kreisen und Regierungsbezirken vom 27.5.1970 bis 31.12.1982, 1983 (ISBN 3-17-003263-1)